# Antagonista opioide

Fentanilo. 2 mg (polvo blanco a la derecha) es una dosis letal para la mayoría de las personas. Un centavo estadounidense mide 19 mm (0,75 pulgadas) de ancho.

Un antagonista opioide, o antagonista del receptor opioide, es un antagonista del receptor que actúa sobre uno o más de los receptores opioides.
La naloxona y la naltrexona son fármacos antagonistas opioides de uso común. Son antagonistas competitivos que se unen a los receptores opioides con mayor afinidad que los agonistas, pero no los activan. Esto bloquea eficazmente el receptor, impidiendo que el organismo responda a los opioides y las endorfinas.
Algunos antagonistas opioides no son antagonistas puros, pero producen efectos agonistas parciales opioides débiles y pueden producir efectos analgésicos cuando se administran en dosis altas a personas que nunca han recibido opioides. Ejemplos de estos compuestos son la nalorfina y el levalorfano. Sin embargo, los efectos analgésicos de estos fármacos específicos son limitados y tienden a ir acompañados de disforia, probablemente debido a una acción agonista adicional en el receptor opioide κ. Dado que inducen síntomas de abstinencia de opioides en personas que toman, o han usado recientemente, agonistas completos opioides, estos fármacos generalmente se consideran antagonistas a efectos prácticos.
El efecto agonista parcial débil puede ser útil para ciertos fines y se ha utilizado previamente para fines como el mantenimiento a largo plazo de exadictos a opioides con nalorfina. Sin embargo, también puede presentar desventajas, como el empeoramiento de la depresión respiratoria en pacientes con sobredosis de sedantes no opioides, como el alcohol o los barbitúricos. Por otro lado, la naloxona no tiene efectos agonistas parciales y, de hecho, es un agonista parcial inverso de los receptores opioides μ, por lo que es el antídoto preferido para el tratamiento de la sobredosis de opioides.
La naltrexona también es un agonista inverso parcial, y esta propiedad se explota en el tratamiento de la adicción a los opioides , ya que un curso sostenido de naltrexona a baja dosis puede revertir la homeostasis alterada que resulta del abuso a largo plazo de fármacos agonistas opioides. Este es el único tratamiento disponible que puede revertir los efectos posteriores a largo plazo de la adicción a los opioides, conocidos como síndrome de abstinencia posaguda , que de lo contrario tiende a producir síntomas como depresión y ansiedad que pueden llevar a una recaída eventual. Por lo tanto, un curso de naltrexona en dosis bajas se utiliza a menudo como el paso final en el tratamiento de la adicción a los opioides después de que el paciente haya sido destetado del agonista sustituto como la metadona o la buprenorfina, con el fin de restaurar la homeostasis y minimizar el riesgo de síndrome de abstinencia posaguda una vez que se ha retirado el agonista de mantenimiento.

## Lista de antagonistas opioides
Los siguientes son antagonistas o agonistas inversos del receptor opioide μ (MOR). Muchos de ellos también se unen al receptor opioide κ (KOR) o al receptor opioide δ (DOR), donde se comportan como antagonistas o agonistas.

### Centralmente activo
Estos medicamentos se utilizan principalmente como antídotos para revertir la sobredosis de opioides y en el tratamiento de la dependencia del alcohol y la dependencia de opioides (bloqueando los efectos, es decir, la euforia, de los opioides para desalentar el abuso).

#### Comercializado
- Naloxona
- Naltrexona
- Nalmefeno
- Samidorfan

La diprenorfina se utiliza únicamente en medicina veterinaria.

#### Descontinuado o raramente usado
- Nalorfina
- Dinicotinato de nalorfina
- Levalorfano

#### Nunca comercializado
- Nalodeína

### Restringido periféricamente
Los antagonistas de los receptores opioides μ de acción periférica se utilizan principalmente en el tratamiento del estreñimiento inducido por opioides. Están diseñados para inhibir específicamente ciertos receptores opioides en el tracto gastrointestinal y tienen una capacidad limitada para atravesar la barrera hematoencefálica. Por lo tanto, no afectan los efectos analgésicos de los opioides en el sistema nervioso central.

#### Comercializado
- Alvimopán
- Metilnaltrexona
- Naloxegol

#### En desarrollo actualmente o anteriormente
- 6β-Naltrexol
- Axeloprán
- Bevenoprán
- Metilsamidorfano
- Naldemedina

### Misceláneas
La buprenorfina y la dezocina son agonistas parciales del MOR pero antagonistas del KOR. Por el contrario, la eptazocina es un antagonista del MOR pero un agonista del KOR; lo mismo ocurre con la nalorfina y el levalorfano. También se comercializan diversos agonistas parciales o agonistas-antagonistas mixtos del MOR y el KOR, entre los que se incluyen el butorfanol, el levorfanol, la nalbufina, la pentazocina y la fenazocina. Todos los fármacos mencionados pueden describirse como moduladores opioides en lugar de antagonistas puros. Con la única excepción de la nalorfina, todos los anteriores se utilizan como analgésicos (debido a que tanto el agonismo del MOR como el del KOR confieren alivio del dolor de forma independiente). Sin embargo, estos analgésicos opioides tienen propiedades atípicas en comparación con los analgésicos opioides agonistas completos MOR puros prototípicos, como menor o ningún riesgo de depresión respiratoria para agonistas y antagonistas parciales MOR, euforia reducida o nula, potencial de abuso y propensión a la dependencia con agonistas/antagonistas parciales MOR, y efectos secundarios limitantes de uso y dosis como disforia y alucinaciones con agonistas KOR. Además, en virtud de su antagonismo KOR, la buprenorfina (como buprenorfina/samidorfano (ALKS-5461) o buprenorfina/naltrexona para bloquear su agonismo MOR) está bajo investigación para el tratamiento de la depresión y la dependencia de la cocaína, al igual que otros antagonistas KOR como aticaprant y, anteriormente, JDTic y PF-4455242 (ambos interrumpidos debido a problemas de toxicidad).

## Antagonistas selectivos
Todos los antagonistas opioides de acción central ampliamente utilizados en medicina son no selectivos, ya sea bloqueando múltiples receptores opioides o bloqueando el receptor opioide principal (MOR) pero activando el receptor opioide principal (KOR). Sin embargo, para la investigación científica, se necesitan antagonistas selectivos que puedan bloquear uno de los receptores opioides sin afectar a los demás. Esto ha llevado al desarrollo de antagonistas altamente selectivos para uno de los cuatro receptores:
- Ciprodima es un antagonista selectivo de MOR
- El naltrindol es un antagonista selectivo de DOR
- La norbinaltorfimina es un antagonista selectivo de KOR
- J-113,397 es un antagonista selectivo del receptor de nociceptina (NOP)[2]

También se conocen otros antagonistas selectivos, pero los cuatro enumerados anteriormente fueron los primeros antagonistas selectivos descubiertos para cada receptor opioide respectivo y siguen siendo los más utilizados.
Además de los antagonistas selectivos, AT-076 es un antagonista equilibrado y no selectivo de los cuatro receptores opioides y fue el primer agente de este tipo en descubrirse.